# Vampire: Requiem
Vampire: Requiem (im englischen Original: Vampire: The Requiem) ist ein Pen-&-Paper-Rollenspiel des Verlags White Wolf, welches ab 2003 von Feder & Schwert ins Deutsche übersetzt und vertrieben wurde, ehe der deutsche Verlag die Übersetzung 2006 aus wirtschaftlichen Gründen einstellte. Das Spiel basiert, wie auch der Vorläufer Vampire: Die Maskerade, auf Ideen des Spieleautors Mark Rein Hagen und ist ein Hauptbestandteil der Spielwelt „Welt der Dunkelheit“.
Vampire: Requiem ist ein Erzählrollenspiel. Es zeichnet sich wie sein Vorgänger-Rollenspiel Vampire: Die Maskerade dadurch aus, dass weniger Wert auf Würfel und Spielmechanik gelegt wird, als auf eine gut gestaltete Geschichte und den persönlichen Horror der Spielfiguren, die in diesem Spiel in der Regel Vampire sind.

## Ursprung
Stammten im Spiel Vampire: Die Maskerade die Vampire der Legende nach vom ersten Mörder, Kain, ab und wurden darum „Kainiten“ genannt, ist der Ursprung der „Kinder der Nacht“ bei Vampire: Requiem völlig unklar – und durchaus Gegenstand hitziger Debatten und Zwiste unter den Vampiren.
So gehen die meisten Vampire davon aus, dass es ihre Art schon immer gegeben hat. Anhänger der an Katholizismus und Judentum angelehnten Kirche der Verdammten Lancea Sancta (im Englischen Original Lancea Sanctum) betrachten hingegen Longinus, den römischen Legionär und dunklen Messias der Vampire, als ersten „echten“ Vampir, vor dem nur geistlose Monster existiert hätten. Dem gegenüber vertreten die Mitglieder des heidnischen Zirkels der Mutter, dass die Kinder der Nacht natürliche Wesen in dieser Welt der Dunkelheit seien, deren Ursprung viel eher im Reich der alten, vorchristlichen Götter liege.

## Gesellschaft

### Bünde
Überhaupt spielt anders als bei Vampire: Die Maskerade die Abstammung eines Vampirs von einem der Clans eine weit geringere Rolle als die, zu welchem Bund er sich bekennt. Die Bünde der Vampire sind hierbei keine gefestigten, international organisierten Sekten wie Camarilla und Sabbat im Vorgänger. Vielmehr sind es politische, religiöse oder spirituelle „Strömungen“ innerhalb des Danse Macabre, der Gesellschaft der Vampire im Requiem-Spiel. Diese Bünde stehen natürlich in Widerspruch und Konkurrenz zueinander. Sie bilden die Basis des Intrigengeflechts der Domäne (der Stadt, in der die Vampire leben) und sind damit zumeist Quell für die Abenteuer, die der Erzähler für die Spieler entwickelt. Folgende große Bünde existieren bei Requiem:
- Carthianer: Die Carthianische Bewegung (engl. Carthian Movement oder The Carthians) ist der jüngste der großen Bünde. Seine Anhänger propagieren die aktive Aufnahme aktueller geistiger, politischer und gesellschaftlicher Strömungen der Menschen für die Gesellschaft der Vampire. Oft treten sie für demokratische Prinzipien bei der Gestaltung der Domänenpolitik ein. Sie gelten damit als direkte Opposition zum Invictus-Bund.
- Invictus: Der sogenannte „Erste Stand“ (engl. The First Estate) der Vampire ist der verehrte, gefürchtete bis verachtete Adel der Vampire. Der Invictus steht ein für die Herrschaft der Befähigten und die Unveränderlichkeit der Tradition. Der Bund führt seinen Ursprung bis ins alte Rom zurück und betrachtet sich gerne als den Ersten aller Bünde.
- Lancea Sancta: Die Lancea Sancta (engl. Lancea Sanctum oder The Sanctum) ist die dunkle Kirche der Verdammten. Sie lehrt, dass der Vampir ein von Gott wegen seiner Sünden verfluchtes, aber auch durch ihn berührtes Wesen ist. Der Vampir ist „Gottes Zorn auf Erden“, der den Menschen die Finsternis zeigt, auf dass diese sich angstvoll um Schutz vor den Schrecken der Nacht an Gott wenden. Die Lancea Sancta gehört zu den ältesten Bünden und gilt in Europa in vielen Domänen als fester Alliierter des Invictus, wenngleich längst nicht überall.
- Ordo Dracul: Der Ordo Dracul führt seine Geschichte tatsächlich auf den historischen Vlad Țepeș (Graf Dracula) zurück. Dieser sei tatsächlich von Gott zum Dasein als Vampir verflucht worden und habe den „Orden des Drachen“ gegründet als Gemeinschaft von Gelehrten, die durch gemeinsames Studium versuchen, den Zustand und die Begrenzungen des Vampirseins zu überwinden (Transzendenz). Der Ordo Dracul wurde seiner eigenen Legende nach somit im Mittelalter gegründet, erfuhr aber seine Blüte erst in viktorianischer Zeit, von deren Denkweise der Orden auch stark geprägt ist.
- Zirkel der Mutter: Auch der Zirkel der Mutter (engl. Circle of the Crone, d. h. Zirkel der Vettel oder Greisin) nimmt für sich in Anspruch, der älteste aller Bünde zu sein. Diese heidnische Glaubensgemeinschaft geht davon aus, dass alle Wahrheit am Anfang der Zeit bereits vorhanden war und durch Christentum und Wissenschaft lediglich „verschüttet“ wurde. Die Bewegung besteht tatsächlich aus einer unendlichen Vielzahl kleiner (Hexen-)Zirkel, die vorchristlichen Götzen, Geistern und blutigen Göttern huldigen.

Neben diesen großen Bünden, die in fast jeder Domäne auf die eine oder andere Art präsent sind, existiert eine theoretisch unbegrenzte Zahl lokaler Kabalen, Bruten, Gruppen, Klüngel und Kulte, darunter vor allem zu nennen die geheimnisvolle Gruppe der VII und die Teufelsanbeter von Belials Brut (engl. Belial's Brood).

### Clans
Die Vampire des Requiem-Systems unterscheiden sich neben ihrer Bundzugehörigkeit auch durch die Zugehörigkeit zu einer bestimmten Blutsfamilie, Clan genannt:
- Daeva: Der Clan der Verführer. Die meisten Daeva sind Opfer ihrer Sinneslust und leiden wie kein anderer Clan unter dem Gefühl der Abstumpfung und Gewöhnung, das jeden Vampir irgendwann ergreift. Viele Daeva suchen deshalb nach immer extremeren Sinneseindrücken und Wegen, ihre Lust auszuleben. Legendär sind die Gaben des Clans, Gefühle von Freundschaft und Liebe in ihrem Gegenüber zu erwecken.
- Gangrel: Der Clan des Tieres, der von allen Vampiren dem inneren Tier am nächsten steht. Sie können mit steigenden Kräften auch ihren Körper kontrollieren und verändern. Anders als bei Vampire: Die Maskerade, wo es ebenfalls einen Clan dieses Namens gibt, verwandeln sich die Gangrel des Requiem-Systems im Laufe der Zeit nicht physisch immer mehr in Tiere. Stattdessen wird ihnen immer stärker das tierische Denken zu eigen, wodurch es ihnen schwererfällt, menschliche Denkweisen und soziales Verhalten zu zeigen.
- Mekhet: Der Clan der Schatten ist ein Hüter von Geheimnissen. Mekhet suchen das Dunkel und gehen ihren Geschäften am liebsten im Stillen nach. Durch ihre Gabe, sich unsichtbar zu machen, die Gedanken anderer zu lesen und sich überirdisch schnell bewegen zu können, gelten sie als annähernd allwissend und sehr gefährlich.
- Nosferatu: Der Clan der Mahre ist die inkarnierte Kraft des Grauens. Jeder Vertreter des Clans strahlt etwas Alptraumhaftes aus, das aber keineswegs physischer Natur sein muss. Anders als der Clan gleichen Namens bei Vampire: Die Maskerade sind die Nosferatu keineswegs die verborgenen und zurückhaltenden „Underdogs“ der Vampirgesellschaft, sondern selbstbewusste, oft gnadenlos grausame Schrecken, die ihren gesellschaftlichen Stand mit brutalsten Mitteln verteidigen.
- Ventrue: Der Clan der Herrscher repräsentiert in vielerlei Hinsicht den archetypischen Vampirfürst: Ausdauernd, kalt berechnend, machtgierig und gewissenlos. Anders als gleichnamigen Clanmitglieder bei Vampire: Die Maskerade haben die Ventrue bei Vampire: Requiem keinerlei Einschränkung bei der Wahl ihrer Beute, laufen aber dafür Gefahr, im Laufe ihres Unlebens an einem fürchterlichen seelischen Zerfall zu erkranken und zu degenerieren. Ebenfalls anders als das Pendant des Clans bei Vampire: Die Maskerade können die Ventrue hier nicht nur Menschen, sondern auch das Tierreich befehligen.

### Blutlinien
Neben diesen fünf großen Clans – deren Ursprünge ebenso unklar sind wie alles bei Vampire: Requiem – gibt es eine theoretisch unbegrenzte Zahl von Blutlinien, kleineren Linien, die irgendwann aus einem der fünf großen Clans hervorgegangen sind. Anders als bei Vampire: Die Maskerade, wo es ebenfalls das Konzept der Blutlinie gibt, ist es bei Vampire: Requiem möglich, einer Blutlinie „beizutreten“, indem man sich von einem Lehrmeister aus der Linie in die Geheimnisse derselben einweihen lässt. Allerdings muss man zu dem Clan gehören, aus dem die Blutlinie einst hervorging. Dies ist insofern besonders interessant, da viele Blutlinien eine durchaus eigene Agenda besitzen, die zuweilen durchaus die Dimensionen eines eigenen „Mini-Bundes“ annimmt.
Einige Blutlinien sind (willkürliche Auswahl):
- Malkovianer – wahnsinnige Nachkommen eines viktorianischen Irrenarztes
- Bruja – eine einzelne nomadische Motorrad-Bande in den USA
- Morbus – Seuchen übertragende Aussätzige
- Bron – Heimatlose Könige auf der Suche nach dem Gral
- Der Karneval – eine umherziehende Freak-Show des Grauens
- Judaskinder – wo sie wandeln, schwindet die Hoffnung
- Galloi – entstellte Verdammte, die in Blut baden, um Schönheit zu erlangen
- Gulikan – der Untoten feinste Parfüm-Mischer und Bluthunde
- Kuufukuji – eine asiatische Linie, die Stärke durch Meistern ihres Hungers erlangen will
- Macellarius – aufgedunsene Schlächter, die ihre Opfer auffressen
- Melissidae – wie Insektenköniginnen, immer umgeben von einem geistlosen Schwarm treuer Gefolgsleute
- Die Spieler – Opfer der Popkultur, versuchen sie den Vampiren des Kinos nachzueifern

## Unterschiede zuVampire: Die Maskerade
Vampire: Requiem wirkt auf den ersten Blick nicht so verschieden vom früheren Vampire: Die Maskerade: Es geht um Vampire, es geht um eine Welt der Dunkelheit, es gibt Clans, und viele Begriffe klingen sehr vertraut. Aber Vampire: Requiem ist ein eigenständiges System, deutlich erkennbar an folgenden Unterschieden:
- Vampire beherrschen nicht die Welt. Die neue Welt der Dunkelheit ist nicht eine Bühne für die Supermächte der Vampire, Werwölfe und Magier. Die Welt der Menschen ist nicht bloß Anhängsel unsichtbarer Kräfte, und das Böse der Welt stammt nicht von den Vampiren, sondern soweit es Korruption, Kaltherzigkeit, Krieg und Elend betrifft, ganz allein von den Menschen selbst.
- Es gibt keine Camarilla, keine Vereinten Nationen der Vampire, keine etablierten Kodizes des Verhaltens, keine Dachorganisationen.
- Die Domäne ist prägender als die Überstruktur. Es gilt unter den Vampiren nur das, worauf sich die einzelnen Vampire vor Ort einigen, oder was sie mit Gewalt durchsetzen. Man lebt mit dem, was man vor Ort vorfindet. Es bleibt einem Vampir auch kaum etwas anderes übrig.
- Es besteht Gefahr beim Erstkontakt. Vampire erkennen einander in Vampire: Requiem auf den ersten Blick. Wann immer zwei Vampire das erste Mal aufeinandertreffen, spüren sie instinktiv den Impuls, aufeinander loszugehen.
- Bünde statt Clans sind entscheidend. Es gibt zwar ebenfalls Clans, aber diese sind mehr wie Ansammlungen von Menschen mit zufällig gleichem Nachnamen, weniger wie geschlossene Kader. Disziplinen anderer Clans sind erlernbar. Clansgeheimnisse und -strukturen gibt es kaum. Stattdessen schließen sich Vampire zu Kabalen und Bünden zusammen. Was verbindet, sind gemeinsame Ideen und Ziele, weniger zufällige ferne Verwandtschaften.
- Familienbeziehungen sind wichtiger als Clans. Umso weniger der Clan als solcher wichtig ist, desto wichtiger ist die direkte Verwandtschaft: Großerschaffer und Erschaffer, Kind und Enkel, sie bilden eine Blutsippe, die durch ein mystisches Band miteinander verwoben ist.
- Der Ursprung der Vampire ist unbekannt. Der Anfang dieser Bestien liegt im Dunkel der Vergangenheit auf immer verborgen. Kein tausend Jahre umfassender Dschihad umspannt die Welt. Keine gottgleich mächtigen Altvorderen lauern im Schlaf, um die Welt zu fressen.
- Potestas (Blutmacht) entscheidet, nicht die Generation. Die Grundmacht des Vampirs bemisst sich nicht an der Macht des Erschaffers, sondern an der gesammelten Erfahrung des einzelnen Vampirs. Je älter er wird, desto mächtiger wird er, doch desto schwerer fällt es ihm, wach zu bleiben und geeignete Nahrung zu finden. Schließlich muss er schlafen, seine Erinnerungen vermischen sich mit Traumbildern zu einer Fieberfantasie, während die Macht aus seinem Blut ausbrennt, bis der ewige Zyklus erneut beginnt.
- Jenseits des Kerzenscheins herrscht das Dunkel. Es gibt bei Vampire: Requiem keinen Kanon, d. h. keine ultimativen Wahrheiten: Selbst mit Kenntnis aller Quellenbände weiß man nichts über diese Welt. Lokale Kabalen können eigene Riten entwickeln. Unbekannte Blutlinien lauern im Dunkel der Nacht. Jeder Erzähler ist frei, seine lokale Ausprägung der Welt der Dunkelheit selbst zu definieren. Was bei ihm wahr ist, muss nicht überall wahr sein.

### Spielregeln
- deutsch von Feder & Schwert (2006 eingestellt)

1. Die Welt der Dunkelheit-Grundregelwerk [FS40000]
2. Vampire: Requiem [FS40100]
3. Vampire: Klüngel [FS40101]
4. Vampire: Requiem Charakterbogen-Block [FS40102]
5. Riten des Drachen [FS40103]
6. Lancea Sancta [FS40104]

- englisch von White Wolf (weitere Bücher in Planung)

1. World of Darkness Rulebook [WW55002]
2. Vampire: The Requiem [WW25000]
3. City of the Damned: New Orleans [WW25200]
4. Bloodlines: The Chosen
5. Bloodlines: The Hidden [WW25102]
6. Bloodlines: The Legendary [WW25103]
7. Lancae Sanctum [WW25001]
8. Ordo Dracul [WW25120]
9. Invictus [WW25121]
10. Coteries [WW25100]
11. Ghouls [WW25110]
12. Nomads [WW25101]
13. Rites of the Dragon [WW25300]
14. VII [WW25301]
15. Requiem Chronicler's Guide [WW25302]
16. Carthians [WW25303]
17. Mythologies [WW55304]
18. Circle of the Crone [WW25305]
19. Requiem for Rome [WW25140]
20. Fall of the Camarilla [WW25307]

### Romane
- englisch von White Wolf

1. I: A Hunger Like Fire [WW11235]
2. II: Blood In, Blood Out [WW11235]
3. III: Marriage of Virtue and Viciousness [WW11238]
4. Chicago: Three Shades of Night [WW11720]